# Union Sud Volley 86 Couvin
L’USV 86 Couvin est un club de volley-ball belge localisé à Couvin, dans le sud de la province de Namur. Le club porte le matricule 2039.
Le club connaît son apogée lors de la montée de l'équipe garçons en 2e nationale (équivalente à la 3e division nationale) lors de la saison 2007-2008 .

## Histoire
L'histoire du Club de Volley de Couvin, désormais connu sous le nom d'USV 86 Couvin, est marquée par sa genèse enracinée dans une délocalisation opportune et une passion partagée pour le volley-ball.
Tout a commencé à la fin de la saison 1984-1985, lorsque le Volley Club de Vodecée s'est retrouvé dans l'impasse en raison du manque de disponibilité de salles de sport. Face à cette situation, les joueurs, issus de différentes régions du sud de la province de Namur, ont pris une décision audacieuse : ils ont décidé de s'établir dans la commune de Couvin. C'est ainsi qu'est né l'USV, l'Union Sud Volley, dont les racines sont profondément ancrées dans la passion pour ce sport dynamique.
Au fil des saisons, l'USV a continué de se développer et de s'enraciner dans la charmante commune de Couvin. À la fin de la saison 1985-1986, lors de l'assemblée générale du club, l'idée de rester à Couvin a été évoquée. La majorité des membres du club ont chaleureusement accueilli cette proposition, et c'est ainsi que le club a officiellement adopté le nom d'USV 86 Couvin. Ce changement symbolisait leur attachement à la communauté locale et à l'esprit d'unité qui animait le club.
En 1989, l'USV 86 Couvin a franchi une nouvelle étape importante de son histoire en rachetant le matricule du club de Walcourt. Cette décision stratégique visait à renforcer davantage le club en lui permettant de présenter une équipe en 2e division provinciale.
L'engagement et la persévérance du club ont été récompensés par des réalisations sportives notables, avec la participation de deux équipes en divisions nationales. Les hommes ont évolué en N2 (2e division nationale), tandis que les femmes ont brillé en N3 (3e division nationale). Ces réussites ont marqué l'histoire du club et ont contribué à forger sa réputation de compétence et d'excellence dans le monde du volley-ball.
Aujourd'hui, l'USV 86 Couvin continue de représenter avec fierté la ville de Couvin et la passion inébranlable pour le volley-ball qui anime ses membres. L'histoire du club est un témoignage de l'importance de la persévérance, de la détermination et du soutien de la communauté dans la réalisation des rêves sportifs. Le club reste déterminé à écrire de nouveaux chapitres passionnants dans son histoire, tout en continuant à promouvoir et à partager sa passion pour le volley-ball avec la communauté de Couvin et au-delà.

### Accession aux divisions nationales

#### Équipe des garçons
La saison 2003-2004 voit, pour l’équipe garçons, un premier pas significatif dans l’histoire du club puisqu’à l’issue du championnat, elle accède, via le tour final de P1, à la 3e Nationale  Elle y terminera, lors de la saison 2004-2005, 5e au classement général (sur 12).
À la fin de la saison 2007-2008, les Couvinois terminent 2e ex aequo avec le club de Axis Shanks Guibertin (terminant 1er). Leur deuxième place les amènent à rencontrer Bertrix, 2e de l'autre poule de N3. À l'issue du match (en aller-retour), l'USV est battu mais grâce à la défection de Saint-Ghislain, la montée est assurée.
Lors de leur première saison en N2, ils terminent 4e, avec autant de point que le Naja Namur , classé 3e.
À la fin de la saison 2010-2011, la perte de plusieurs joueurs et le départ de l’entraîneur amène l’équipe à disparaître en division nationale.

#### Équipe des filles
En ce qui concerne les filles, c’est la saison 2006-2007 qui les voit sacrées championnes de P1 namuroise. Elles accèdent donc à l’échelon national.
Lors de leur première saison en N3, elles terminent 7e (sur 10). À la fin de la saison 2008-2009, les Couvinoises terminent 3e de leur classement avec autant de points que le Naja Namur (2e). Les filles ratent donc de peu la montée en N2.
Lors de la saison 2010-2011, elles terminent à la 13e et dernière place de leur série et redescendent en P1.

## Équipements
Les entraînements s’effectuaient, à l’époque, à la « bulle » de l’ITEC et les matchs se jouaient au lycée de l’état. Par la suite, tous les entraînements et les matchs se sont effectués au Lycée de l’état, salle rebaptisée « la Grotte » en raison de l’état précaire  de la salle et la présence de chauve-souris à proximité. Depuis la saison 2009-2010, l’USV 86 se retrouve au Couvidôme.